# یک روز نو
«یک روز نو» (انگلیسی: A Brand New Day) ترانه‌ای از جی-هوپ و وی از گروه پسرانهٔ کره‌ای بی‌تی‌اس و خوانندهٔ سوئدی به نام زارا لارسن است که در ۱۴ ژوئن ۲۰۱۹ به عنوان دومین تک‌آهنگ بی‌تی‌اس ورلد: اریجینال ساندترک، منتشر شد. تهیه‌کنندگی این ترانه توسط مورا ماسا انجام شده‌است.

## فهرست قطعات
| دانلود دیجیتال | دانلود دیجیتال                                                         | دانلود دیجیتال |
| شماره          | نام                                                                    | مدت            |
| -------------- | ---------------------------------------------------------------------- | -------------- |
| ۱.             | «یک روز نو (بی‌تی‌اس ورلد اریجینال ساندترک) [قسمت ۲]» (همراه زارا لارسن) | ۳:۲۵           |

## تاریخچهٔ انتشار
| کشور  | تاریخ        | قالب                  | ناشر            | منابع |
| ----- | ------------ | --------------------- | --------------- | ----- |
| مختلف | ۱۴ ژوئن ۲۰۱۹ | دانلود دیجیتال استریم | بیگ هیت تیک وان | [ ۲ ] |